# Budia
Budia település Spanyolországban, Guadalajara tartományban. Budia Brihuega, Henche, Cifuentes, Durón, El Olivar, Spain, Berninches és San Andrés del Rey községekkel határos. Lakosainak száma 216 fő (2024).

## Népesség
A település népessége az utóbbi években az alábbiak szerint változott:
| Lakosok száma | 274  | 270  | 240  | 226  | 228  | 214  | 223  | 196  | 201  | 216  |
|               | 2001 | 2004 | 2006 | 2009 | 2011 | 2014 | 2016 | 2019 | 2021 | 2024 |